# Latrano
Laterano o Latrano era un villaggio dell'isola d'Elba attestato dai documenti tra il XIII e il XIV secolo. 

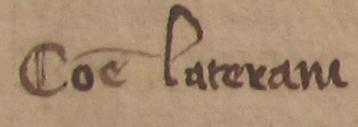
Co(mun)e Laterani, documento del 1260

## Documenti medievali
Documenti del 1260, redatti dal notaio pisano Rodolfino riguardo ai Comuni dell'isola d'Elba tenuti ogni anno a donare falconi all'arcivescovo di Pisa, citano il Comune de Laterano o Latrano.
Già nel corso del XIV secolo non se ne hanno più attestazioni documentarie.
Si trattava di un piccolo abitato oggi completamente scomparso, localizzato sopra una collina nei pressi di Magazzini, a breve distanza dalla chiesa di Santo Stefano alle Trane (il toponimo Le Trane è una corruzione dell'antico Latrano), l'edificio romanico meglio conservato dell'isola d'Elba. La facciata è decorata con tre arcate cieche sormontate da lesene trabeate; sui portali esterni e sul coronamento dell'abside compaiono bassorilievi con figure zoomorfe e antropomorfe.
Questa chiesa, parrocchiale di Laterano, viene ricordata nelle Rationes decimarum del 1298 («...ecclesia de Latrano de Ilba...») e in una lettera del papa Clemente VI datata 1343 («...Sancti Stephani de Laterano [...] insule Ilbe...»).
Secondo Giovanni Vincenzo Coresi Del Bruno (1729), «non molto lungi vi sono alcuni sepolcri antichi, al presente nominati I Monumenti.»

## Popolazione
Anno 1289: Martino Ormanni (consigliere), Guidotto Giunti e Andrea Vitali (segretari).